# Meteoridium remotifolium
Meteoridium remotifolium är en bladmossart som beskrevs av Monte Gregg Manuel 1977. Meteoridium remotifolium ingår i släktet Meteoridium och familjen Meteoriaceae. Inga underarter finns listade i Catalogue of Life.